# Велика Калга
Велика Калга — річка в Україні, впадає у Домузлинський під. Довжина 50 км. Площа водозбірного басейну 530 км². Похил 0,5 м/км. Долина завширшки до 1,5 км. Річище шириною пересічно 5 м. Стік частково зарегульований. Використовується на водопостачання, зрошення та сільськогосподарські потреби. Береги річки на окремих ділянках залужені і залісені.
Бере початок біля села Мала Михайлівка. Тече територією Нижньосірогозського та Іванівського районів Херсонської області.